# 衛星画像

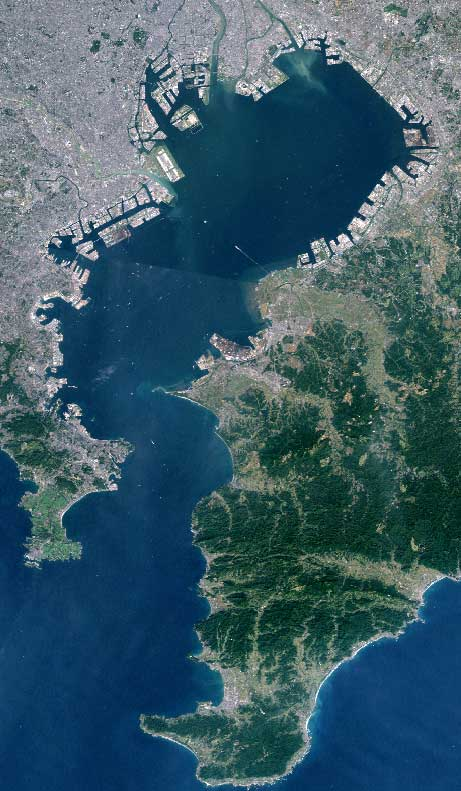
衛星画像の例（ランドサットによる東京湾･トゥルーカラー画像）

衛星画像（えいせいがぞう）とは、地球観測衛星に搭載されるセンサの観測データを画像化したものである。
なお、観測データの画像化には地球の自転による誤差を補正する必要があり、画像に利用する光（電磁波）の波長帯（バンド）によって種類がある。インターネットの衛星画像配信では、広域にナチュラルカラー合成画像を使用し、詳細部にトゥルーカラー合成画像を使用する傾向がある。

## カラー合成の種類

### トゥルーカラー合成
可視域のバンドを用いて画像化したもの。ディスプレイのRGBに対し，R：可視赤色域，G：可視緑色域，B：可視青色域の割り当てを行うカラー合成。
空気の層が写りこみ画像が青っぽくなるものもあるが、衛星を傾けずに真上から観測すると航空写真の色合いに近くなる。
可視域の3バンドをレベル補正して画像化する手順はデジタルカメラのRAW画像現像に似ている。ただし、可視域のセンサは反射光を利用しているため、雲の反射率の高さを考慮する必要がある。

### 赤外カラー合成
可視域と近赤外域のバンドを用いて画像化したもの。ディスプレイのRGBに対し，R：近赤外域，G：可視赤色域，B：可視緑色域の割り当てを行うカラー合成。
植生の部分が赤く表示される。

### ナチュラルカラー合成
可視域と近赤外域のバンドを用いて画像化したもの。ディスプレイのRGBに対し，R：可視赤色域，G：近赤外域，B：可視緑色域の割り当てを行うカラー合成。
植生の部分がトゥルーカラー合成よりも鮮やかに緑色で表示される。植生の部分が自然な色合いのためナチュラルカラーと呼ばれる。客観的な評価になるため様々な表現方法がある。
不可視域のバンドを用いるため一部の色合いはおかしくなるが、アルゴリズムの進化により地表面の色合いはかなり自然に見えるようになった。

### フォールスカラー合成
トゥルーカラー合成以外のカラー合成全てを意味する。上記の赤外カラー合成やナチュラルカラー合成も含む。衛星画像は近赤外域など可視域以外の光（電磁波）も観測することがほとんどなので，それを可視化すると自ずとフォールスカラー合成になる。
目的にあわせてセンサのデータを組み合わせて、適切と思われる色彩で画像化したもの。人間の見た目とは異なるためフォールスカラーと呼ばれる。
たとえば、赤外線とマイクロ波を組み合わせて緑地を強調表示して、植生状況を知る事ができる。

### シュードカラー画像
単一のバンド，指数化画像などの明暗（グレースケール）を色の変化で表した画像であり，微妙な値の変化を色の違いとして強調できる。NDVI（正規化差植生指数）や熱赤外バンドの表現によく使われる。